# وسام هربرت
يُمنح وسام هربرت من قبل الجمعية الدولية للنباتات البصلية (International Bulb Society) لأولئك الذين لهم إنجازات بارزة في دفع عجلة المعرفة فيما يتعلق بـ نباتات الزينة البصلية.
وقد سُمي الوسام على اسم وليم هربرت، وهو عالم نباتات شهير ينتمى إلى القرن 19. وقد نشرت له العديد من المقالات في السجل النباتي (Botanical Register) والمجلة النباتية (Botanical Magazine) حول موضوع النباتات البصلية، حيث كان يزرع الكثير منها في حدائقه الخاصة. وقد كتب مؤلفات أصبحت تمثل العمل المعياري فيما يتعلق بفصيلة النرجسيات في عام 1837. كما نشر على نطاق واسع عن التهجين اعتمادًا على تجاربه الخاصة، وليس فقط على البصليات ولكن أيضًا على مجموعات أخرى من النباتات.

## الحائزون على وسام هربرت
القائمة الكاملة للحائزين على وسام هربرت موجودة على الموقع الإلكتروني للجمعية الدولية للنباتات البصلية.

## وصلات خارجية
- The International Bulb Society